# 1937

## Esdeveniments
Països Catalans

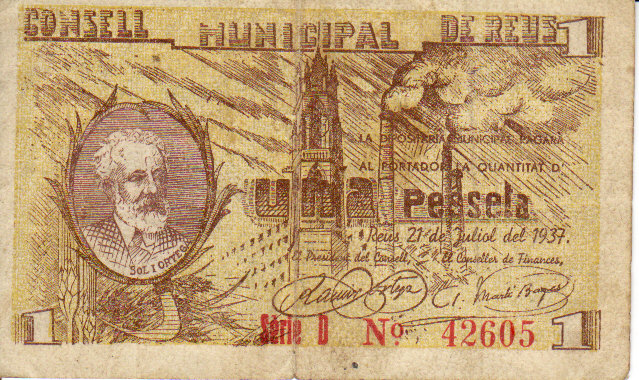
Bitllet del Consell Municipal de Reus, de 1937.

- 8 de febrer - últim número de La Veu de Catalunya, diari en català que es publicà a Barcelona des de 1899, amb dues edicions diàries.[1]
- 9 de febrer - València: Decret de creació de l'Institut d'Estudis Valencians, organisme superior d'estudis i investigació.[2]
- 17 de febrer - Es crea a Catalunya el Servei de Biblioteques del Front, per al temps de lleure o de convalescència dels soldats.[3]
- 4-7 de maig - Barcelona: Fets de Maig.
- 2 de novembre - Lleida (el Segrià): l'aviació franquista bombardeja la ciutat i hi causa tres centenars de morts.
- 6 de novembre - Barcelonaː S'hi celebra el Primer Congrés Nacional de la Dona, d'on sorgirà la Unió de Dones de Catalunya.[4]
- Creació de la Institució de les Lletres Catalanes.
- El govern de la República Espanyola es trasllada a Barcelona.
- Josep Trueta i Raspall introdueix el seu tractament de les ferides de guerra.
- Primers bombardeigs navals i aeris sobre València i Barcelona.

Resta del món
- 1 d'abril - Alemanya: la llei de l'àrea metropolitana d'Hamburg esdevé efectiu.
- 26 d'abril - Guernica (País basc): Bombardeig de Guernica per la Legió Còndor, durant la Guerra Civil espanyola.[5]
- 26 de maig - Egipte: admeten aquest país a la Societat de Nacions.[6]
- 27 de maig - San Francisco, Califòrnia (EUA): s'obre al trànsit de vianants el Pont Golden Gate.[7]
- 1 de juliol - Espanya: Els bisbes catòlics publiquen la Carta colectiva de los obispos españoles a los obispos de todo el mundo con motivo de la guerra en España en què donen suport a l'aixecament per part del bàndol nacional del general insurrecte Franco.
- 7 de juliol:
  - Comença la batalla de Brunete
  - Xina: L'incident del pont Marco Polo, va marcar l'inici de la Segona Guerra Sinojaponesa entre l'Imperi del Japó i la República de la Xina. Els soldats d'ambdues potències es van enfrontar a 15 quilòmetres al sud-oest del centre de Pequín en el pont de Marco Polo.[8]
- 12 de juliol - Parísː S'inaugura per a l'Exposició Internacional de París de 1937 el Pavelló de la República.[9]
- 15 de desembre - Terol: comença la batalla de Terol, que acabarà el 22 de febrer de 1938 amb victòria franquista.
- Hans Adolf Krebs descobreix el sistema del cicle de Krebs, que es dona dins dels mitocondris.
- Primers usos del triangle rosa en els camps de concentració nazis.[10]

### Premis Nobel
| Camp                  | Guardonats                                |
| --------------------- | ----------------------------------------- |
| Física                | - Clinton Davisson - George Paget Thomson |
| Química               | - Walther Haworth - Paul Karrer           |
| Medicina o Fisiologia | - Albert Szent-György                     |
| Literatura            | - Roger Martin du Gard                    |
| Pau                   | - Robert Cecil of Chelwood                |

## Naixements
Països Catalans
- 10 de gener, Folgueroles, Osona: Ricard Torrents, assagista, traductor i crític literari català
- 21 de gener, Vilassar de Mar, Maresme: Ernest Lluch, economista i Ministre de Sanitat
- 9 de març, el Pont de Vilomara, Bages: Montserrat Ponsa i Tarrés, escriptora, activista cultural i social.[11]
- 14 de març, Andratx, Mallorca: Baltasar Porcel i Pujol, escriptor, periodista i crític literari mallorquí[12]
- 18 de març, Bordeus, França: Odette Pinto, periodista catalana de ràdio i de televisió.[13]
- 21 de març, Roses, Girona: Carme Vilà i Fassier, pianista i concertista catalana.[14]
- 23 de març, Les: Maria Pilar Busquet i Medan, política aranesa[15]
- 2 d'abril, L'Hospitalet de Llobregat: Antoni Ros-Marbà, director d'orquestra i compositor català.[16]
- 6 de maig, Barcelona: Maria Bofill, ceramista catalana[17]
- 31 de maig, Argelaguer, la Garrotxa: Josep Pujiula i Vila, el Tarzan d'Argelaguer, torner català
- 17 de juliol, Barcelona: Sergi Schaaff i Casals, realitzador i director de televisió català
- 3 d'agost, Sant Sadurní d'Anoia: Maria Àngels Ollé, pedagoga, escriptora i professora universitària catalana[18]
- 18 d'agost, Barcelona: Purita Campos, dibuixant de còmics, il·lustradora i pintora catalana[19]
- 6 de setembre, Sant Mateu (Baix Maestrat): Sergio Aragonés Domenech, dibuixant de còmics valencià i mexicà.
- 21 de setembre, Barcelona: Amparo Baró, actriu de teatre, cinema i televisió catalana.[20]
- 8 d'octubre, Boí: Lourdes Beneria i Farré, economista catalana, catedràtica emèrita, pionera de l'economia feminista.[21]
- 18 de novembre, Barcelona: Josepa Soler i Erill, jugadora, entrenadora i directiva de basquetbol catalana.[22]
- 5 de desembre, Ciutadella, Menorca: Pilar Benejam i Arguimbau, geògrafa i pedagoga menorquina.[23]

Resta del món
- 1 de gener, Istanbul, Turquia: Petros Màrkaris, escriptor i guionista grec.
- 4 de gener, Saint Louis, Missouri, Estats Units: Grace Bumbry, mezzosoprano i soprano estatunidenca.[24]
- 8 de gener, Cardiff, Gal·les: Shirley Bassey és una cantant britànica.[25]
- 14 de gener, Dunedin: Margaret Ann Chapman, limnòloga, primera dona a dirigir una expedició científica a l'Antàrtida.[26]
- 16 de gener, la Haia, Països Baixos: Conny Vandenbos, cantant holandesa
- 18 de gener
  - Derry, Irlanda del Nord: John Hume, polític nord-irlandès, Premi Nobel de la Pau de l'any 1998.
  - Santiago de Xile: Marta Harnecker, pensadora marxista xilena
- 30 de gener, Londres, Regne Unit: Vanessa Redgrave, actriu britànica, guanyadora dels premis Oscar i Globus d'Or.[27]
- 31 de gener, Baltimore, Maryland, EUA: Philip Glass, compositor estatunidenc.[28]
- 8 de febrer, París: Françoise Claustre, etnòloga i arqueòloga francesa, directora emèrita de recerca del CNRS[29]
- 11 de febrer, Guadalupe: Maryse Condé, escriptora francesa, feminista i activista difusora de la història i la cultura africana al Carib.[30]
- 17 de febrer, Wuppertal: Rita Süssmuth, política alemanya que ha estat ministra i presidenta del Bundestag alemany.[31]
- 22 de febrer, Nova York: Joanna Russ, escriptora i activista feminista, autora d'obres de ciència-ficció i crítica feminista[32]
- 1 de març, Madrid: Ángeles Chamorro, soprano d'òpera i sarsuela castellana[33]
- 6 de març, Bolxoie Màslennikovo: Valentina Tereixkova, cosmonauta, enginyera, militar i política russa.[34]

- 13 de març, Sydney, Australia: Janice Monk, geògrafa americana, figura cabdal en el desenvolupament de la geografia del gènere als EEUU.[35]

- 20 de març, barri de la Latina, Madrid: Lina Morgan, vedette i actriu espanyola[36]
- 27 de març, Donostia: Lourdes Iriondo Mujika, cantant i escriptora, referent de la cançó d'autor basca de meitat de segle XX [37]
- 30 de març, Richmond (Virgínia), Estats Units: Warren Beatty, actor, productor i director de cinema estatunidenc.[38]
- 5 d'abril, Nova York, EUA:  Colin L. Powell, militar i polític estatunidenc d'origen jamaicà. Va ser general en l'Exèrcit dels Estats Units i President de l'Estat Major Conjunt durant la Guerra del Golf.[8]
- 10 d'abril, Moscou: Bel·la Akhmadúlina, una dels grans poetes russes del segle XX[39]
- 18 d'abril, Zywiec, Polònia: Natalia Lach-Lachowicz, més coneguda com a Natalia LL, artista conceptual polonesa pionera en el moviment artístic feminista.
- 22 d'abril
  - Nova York, Estat de Nova York, EUA: Jack Nicholson, actor de cinema estatunidenc, guanyador de tres Oscar.
  - Salem, Massachusetts: Patricia Goldman-Rakic, biòloga en el camp de la neurociència, estudiosa del cervell [40]
- 26 d'abril, Tekovské Nemce, Txecoslovàquia: Vladimír Valach, economista, diplomàtic i escriptor eslovac.
- 27 d'abril, Pequín, Xina: Zhang Jie, escriptora xinesa, Premi Mao Dun de Literatura dels anys 1985 i 2005.[41]
- 28 d'abril, Tikrit, Iraq: Saddam Hussein, dictador iraquià[8]
- 3 de maig, Rio de Janeiro, Brasil: Nélida Piñon, escriptora brasilera, periodista, editora i professora.[42]
- 5 de maig, Coventry, Anglaterra:Delia Derbyshire, compositora de música concreta, pionera de la música electrònica [43]
- 7 de maig, Pulacayo, Bolívia: Domitila Chúngara, líder obrera i feminista boliviana [44]
- 8 de maig, Caracas, Veneçuela: Lolita Aniyar de Castro política, advocada penalista i criminòloga.
- 15 de maig, Praga, Txecoslovàquia: Madeleine Albright, primera dona a ser Secretària d'Estat dels Estats Units. Va ser secretària entre 1997 i 2001.[45]
- 18 de maig, Wasserbillig, avui dins Mertert, Luxemburg: Jacques Santer, polític, procurador i notari luxemburguès, Primer Ministre de Luxemburg entre 1984 i 1995, i president de la Comissió Europea entre 1995 i 1999.[8]
- 1 de juny, Wellington, Austràlia: Colleen McCullough, neuròloga i escriptora de novel·les romàntiques i històriques[46]
- 5 de juny, Orà, Algèria: Hélène Cixous, filòsofa, assagista i professora francesa. Premi Médicis de l'any 1969.[47]
- 11 de juny, Adelaida, Austràlia: Robin Warren, patòleg australià, Premi Nobel de Medicina o Fisiologia de l'any 2005.[48]
- 12 de juny, Odessa: Vladímir Arnold, matemàtic[49]
- 15 de juny, Niça, Françaː Michèle Cotta, periodista i escriptora.[50]
- 16 de juny, Sofia, Bulgària: Simeó Borisov Sakskoburggotski anomenat també Simeó II de Bulgària, és un polític búlgar i antic tsar o rei d'aquesta nació balcànica.[51]
- 23 de juny, Viipuri, Finlàndia: Martti Ahtisaari, polític finlandès, President de Finlàndia (1994-2000), Premi Nobel de la Pau de 2008.[52]
- 26 de juny, Washington DC, EUA: Robert Coleman Richardson, físic nord-americà, Premi Nobel de Física l'any 1996.[53]
- 28 de juny, Delaware, Ohio, EUA: Frank Sherwood Rowland, químic nord-americà, Premi Nobel de Química l'any 1995[54]
- 6 de juliol, Nijni Nóvgorod, URSS: Vladímir Aixkenazi, director d'orquestra i pianista rus.
- 16 de juliol, Aiello Calabro: Maria Voce, advocada italiana, líder del moviment dels Focolars.[55]
- 18 de juliol, Złoczów, Polònia: Roald Hoffmann, químic nord-americà d'origen polonès, Premi Nobel de Química l'any 1981.[56]
- 20 de juliol, Alto Bío-Bío, Xile: Berta Quintremán Calpán, activista política maputxe pewenche.[57]
- 28 de juliol, París, França: Bernard Barbiche, historiador francès.
- 29 de juliol:
  - Sōja, Japó: Ryutaro Hashimoto (橋本龍太郎),polític japonès. Ocupà el càrrec de Primer Ministre de l'11 de gener de 1996 al 30 de juliol de 1998[8]
  - Raleigh, Carolina del Nord, EUA: Daniel McFadden, economista, Premi Nobel d'Economia de l'any 2000.[58]
- 2 d'agost: 
  - Berlín, Alemanya: Gundula Janowitz, una de les sopranos líriques més grans de la història moderna.[59]
  - Niigata, Japó: Shigeko Kubota, artista informal i autora de vídeos, performances i instal·lacions[60]
- 4 d'agost, Londres, Anglaterra: David Bedford, músic i compositor anglès[61]
- 24 d'agost, Abeokuta, Nigèria: Moshood Abiola, sovint referit com MKO Abiola, empresari, editor i polític nigerià[8]
- 27 d'agost, Detroit, EUA: Alice Coltrane, música nord-americana[62]
- 4 de setembre, Balmain, Sydney: Dawn Fraser, nedadora australiana guanyadora de vuit medalles olímpiques.[63]
- 5 de setembre, Yakima, estat de Washington, EUA: Robert Lucas, economista, Premi Nobel d'Economia de l'any 1995.[64]
- 11 de setembre, Forte dei Marmi: Paola Ruffo di Calàbria, aristòcrata italiana, reina dels belgues.[65]
- 1 d'octubre, Londres, Regne Unit: Matthew Carter, tipògraf anglès.
- 6 d'octubre, Verona, regne d'Itàlia: Mario Capecchi, genetista estatunidenc d'origen italià, Premi Nobel de Medicina o Fisiologia l'any 2007.[66]
- 11 de novembre, Nova York: Alicia Ostriker, poetessa nord-americana autora de poesia feminista
- 1 de desembre, Riga, Letònia: Vaira Vīķe-Freiberga, Presidenta de Letònia el 1999 i entre 2003 i 2007.[67]
- 17 de desembre, Nova Orleans, Louisiana: John Kennedy Toole, novel·lista nord-americà
- 21 de desembre -Nova York, EUA: Jane Fonda, actriu.[68]
- 31 de desembre, Karcag, Hongria: Avram Hershko, biòleg israelià d'origen hongarès, Premi Nobel de Química de l'any 2004.
- Mintimer Xaimíev, president del Tatarstan.

## Necrològiques
Països Catalans
- 5 de gener - Manacor: son afusellades al cementiri de Son Coletes les Roges des Molinar.[69]
- 23 de gener - València: Tina de Jarque, vedet, actriu i cantant catalana (n. 1906).[70]
- 24 de gener - Barcelona: Teresa Gelats i Grinyó, recuperà cançons populars i tradicionals catalanes (n. 1855).[71]
- 24 de febrer - Palma, Mallorca: Emili Darder i Cànaves, darrer batle republicà de Palma (n. 1895).
- 25 de febrer - Sabadell: Marçal Ballús i Bertran, odontòleg i pioner de la cinematografia a Catalunya.
- 31 de març - Barcelona: Pauleta Pàmies, cèlebre ballarina de dansa clàssica i de dansa espanyola (n. 1851).[72]
- 5 d'abril - València: Josep Benlliure i Gil, pintor valencià (n. 1855).[73]
- 14 d'abril - Barcelona: Francesc de Paula Xercavins i Rius, psiquiatre català.
- 10 de maig -, Barcelona: Josep Torres i Vilalta, Toresky, locutor de ràdio, transformista i ventríloc català (n. 1869)[74]
- 9 de juny - Barcelona: Antoni Rubió i Lluch fou un historiador i intel·lectual català.[75]
- 20 de juny - Madrid / Alcalá de Henares?: Andreu Nin polític i escriptor català, assassinat per elements estalinistes.
- 5 de novembre - Barcelona: Josep Mongrell i Torrent, pintor valencià (n. 1870).
- 2 de desembre - Barcelona: Josep Comas i Solà, astrònom i divulgador científic català, impulsor de l'astronomia moderna a Catalunya (n. 1868).
- Courbevoie - Hauts-de-Seine: Jean-François Caloni, enginyer militar, polític i historiador colliurenc que participà en la batalla de Verdun.

Resta del món
- 25 de gener - Pavia: Rina Monti, biòloga, fisiòloga i zoòloga italiana, primera dona a obtenir càtedra universitària a Itàlia (n. 1871).[76]
- 7 de febrer - Nova York (EUA): Elihu Root, polític nord-americà, Premi Nobel de la Pau de 1912 (n. 1845).
- 18 de febrer - Estocolm: Anna Cassel, artista sueca (n. 1860).[77]
- 17 de març - Londres, Regne Unit: Austen Chamberlain, polític britànic, Premi Nobel de la Pau del 1925. (n. 1863).[8]
- 18 de març - París: Clémentine-Hélène Dufau, artista pintora, cartellista i il·lustradora francesa (n. 1869).[78]
- 29 de març - Lausana, Suïssa: Karol Szymanowski, compositor polonès.(n. 1882).[79]
- 25 d'abril - Roma: Guglielmo Marconi, enginyer italià, Premi Nobel de Física de 1909 (n. 1874).[80]
- 27 d'abril - Roma: Antonio Gramsci, escriptor, polític i filòsof italià d'origen sard (n. 1891).[81]
- 23 de maig - Richford, Nova York (EUA): John D. Rockefeller, empresari i filantrop estatunidenc. Fundador de la Standard Oil Company, que dominà durant anys la indústria del petroli, fou un dels primers grans empresaris estatunidencs (n. 1839)[82]
- 3 de juny - Castil de Peones, Alcocero, província de Burgos: Emilio Mola Vidal, militar espanyol i un dels líders de l'intent de cop d'estat del 18 de juliol de 1936 (n. 1887).[83]
- 7 de juny - Los Angeles, Califòrnia: Jean Harlow, actriu estatunidenca i sex symbol de la dècada de 1930 (n. 1911).[84]
- 18 de juny - Aigasvivas, Gard, França: Gaston Doumergue, polític francès, que fou President de la República francesa del 1924 al 1931 (n. 1863).[85]
- 2 de juliol - Howland Island, oceà Pacífic: Amelia Earhart, aviadora nord-americana (n. 1897).[86]
- 8 de juliol - Sant Sebastià: Buenaventura Zapirain Uribe, compositor i organista basc.[87]
- 20 de juliol, Roma (Itàlia): Guglielmo Marconi, inventor italià, Premi Nobel de Física de l'any 1909 (n. 1874).[88]
- 26 de juliol, El Escorial, Espanya: Gerda Taro, fotògrafa alemanya, corresponsal a Guerra Civil espanyola (n. 1910).[89]
- 2 de setembre, Ginebra (Suïssa): Pierre de Coubertin reinstaurador dels Jocs Olímpics de l'era moderna (n. 1863).[90]
- 7 de setembre, Londres: Annie Lorrain Smith, liquenòloga i micòloga britànica (n. 1854).[91]
- 20 de setembre, París: Sonia Lewitska, pintora i gravadora francesa de l'Escola de París (n. 1880).[92]
- 26 de setembre, Clarksdale, Mississipi: Bessie Smith, cantant de blues (n. 1894).[93]
- 19 d'octubre, Cambridge (Anglaterra): Ernest Rutherford, físic i químic anglès, Premi Nobel de Química de 1908 (n. 1871).
- 24 d'octubre - Leipzig: Ferdinand Küchler, violinista.
- 31 d'octubre - Deurle, Bèlgica: Jeanne (Jenny) Montigny, pintora belga (n. 1875).[94]
- 2 de novembre - Normandia, França: Maude Valérie White, compositora anglesa (n. 1855).[95]
- 9 de novembre - Oceà Atlàntic (paquebot RMS): James Ramsay MacDonald, polític escocès, Primer Ministre del Regne Unit (n. 1866).
- 25 de novembre - Londres: Lilian Baylis, productora teatral anglesa, artífex de l'Old Vic.[96]
- 3 de desembre - Balatonszárszó, Hongria: Attila József, poeta hongarès (n. 1905).[97]
- 9 de desembre - Estocolm, Suècia: Gustaf Dalén, enginyer i físic suec, Premi Nobel de Física de l'any 1912 (n. 1869).
- 20 de desembre - Tutzing, Baviera: Erich Ludendorff [ˌˀeˑʁɪç ˈluːdn̩dɔʁf], militar prussià (n. 1865)[8]
- 21 de desembre - Saint Paul, Minnesota (EUA): Frank Billings Kellogg, advocat i polític estat-unidenc, Premi Nobel de la Pau de 1929 (n. 1856).
- 28 de desembre - París, França: Maurice Ravel, compositor francès (n. 1875).[98]

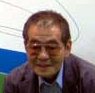
Monkey Punch (n. 26 maig)